# Piero Soderini
Piero di Tommaso Soderini, també conegut com a Pier Soderini (18 de maig de 1450 - 13 de juny de 1513), va ser un estadista florentí.

## Biografia
Soderini va néixer a Florència en una antiga família de metges prestigiosos.
L'any 1481 ja era prior de la ciutat, i més tard es va convertir en un dels favorits de Pere II de Mèdici, que el va nomenar el 1493, amb el títol d'ambaixador al Regne de França.
Els florentins el van escollir gonfaloniere vitalici el 1502, perquè desitjaven de conferir una més gran estabilitat a les institucions republicanes, que havien estat restaurades després de l'expulsió de Pere II de Mèdici i el martiri de Girolamo Savonarola.

El cronista florentí coetani Bartolomé Cerretani ho va descriure d'aquesta manera:
| « | És ric i no té fills. La seva família no té massa homes ni està carregada de parents. Té cinquanta anys, és d'estatura mitjana, front ample, color citrí, cap gran, cabells negres i escassos; greu, eloqüent, enginyós, de poc d'ànim i enteniment poc ferm; no gaire lletrat; vanitós, parc, religiós, piadós i sense vicis. | » |

El seu govern va ser moderat i intel·ligent, encara que no tingués les qualitats d'un gran estadista. Va introduir un sistema de milícies nacionals per reemplaçar els mercenaris estrangers, i durant la seva gestió, la llarga guerra amb Pisa va concloure finalment amb la captura d'aquesta ciutat per l'exèrcit florentí el 1509.
Agraït a França, que l'havia assistit, sempre es va mantenir favorable als interessos francesos en la política interna italiana. Però el 1512, els Mèdici, amb l'ajut d'un exèrcit espanyol, van tornar a Florència, van deposar Soderini i el van conduir a l'exili.
Es va refugiar a Orasac, a Dalmàcia, on va romandre fins a l'elecció del papa Lleó X, que el va convocar a Roma i li va conferir molts favors. Soderini va viure a Roma, treballant per al progrés de Florència, a la qual mai se li va permetre de tornar sinó fins a la seva mort.
Va morir a Roma el 1513. Nicolàs Maquiavel, autor d'El príncep, va servir sota les seves ordres com a ambaixador de Cèsar Borja, a Roma i a França. Un altre dels famosos amics de Soderini va ser el gran navegant italià Amerigo Vespucci.